# Ga Bình Sơn
Ga Bình Sơn là một nhà ga xe lửa tại xã Bình Long, huyện Bình Sơn, tỉnh Quảng Ngãi. Nhà ga là một điểm của đường sắt Bắc Nam và nối với ga Trì Bình với ga Đại Lộc. Lý trình ga: Km 909 + 50.

## Các tuyến
- Đường sắt Bắc Nam